# Helius subarcuarius
Helius subarcuarius är en tvåvingeart som beskrevs av Alexander 1934. Helius subarcuarius ingår i släktet Helius och familjen småharkrankar. Inga underarter finns listade i Catalogue of Life.